# 阿伦特施泰格
阿伦特施泰格是奥地利下奥地利州茨韦特尔县的一个市镇。总面积71.64平方公里，总人口1995人，人口密度27.8人/平方公里（2012年）。